# آینهاوس
آینهاوس (به آلمانی: Einhaus) یک شهر در آلمان است که در هرتسوگتوم لاونبورگ واقع شده‌است.
 آینهاوس  ۳۸۴ نفر جمعیت دارد.